# تلفزيون أغانينا
قناة أغانينا محطة تلفزيونية فضائية تبث على القمر الصناعي نايل سات تختص بالغناء العربي بصورة عامة والأغاني العراقية بصورة خاصة، كانت بداية البث من عمان عام 2008 ونجحت نجاح باهر باستقطاب الجماهير العراقية.

## برامج القناة
برامجها تستقطب المشاهد لأنها تسلط الضوء على الأمور العراقية الفنية وبشكل مفيد وجميل
- برنامج شكو ماكو
- أغنية في الذاكرة
- سيم جيم

تتبنى هذه المحطة الفنانين العراقيين الجدد وقد ساهمت في إظهار الكثير من الفنانيين العراقيين وكثير من الوجوه الجديدة، بالإضافة إلى استذكار الماضي وإعادة إحياء التراث ببرامجها وبعرض الأغاني التراثية، وهي تعتبر ملتقى الشباب العراقي كونها حيث تجمعهم على حب وطنهم العراق وحب بعضهم البعض.